# 伊斯帕尼奥拉岛诸酋长国

伊斯帕尼奥拉岛的5个“卡西卡兹戈”（酋长国）及其“卡西克”（酋长）

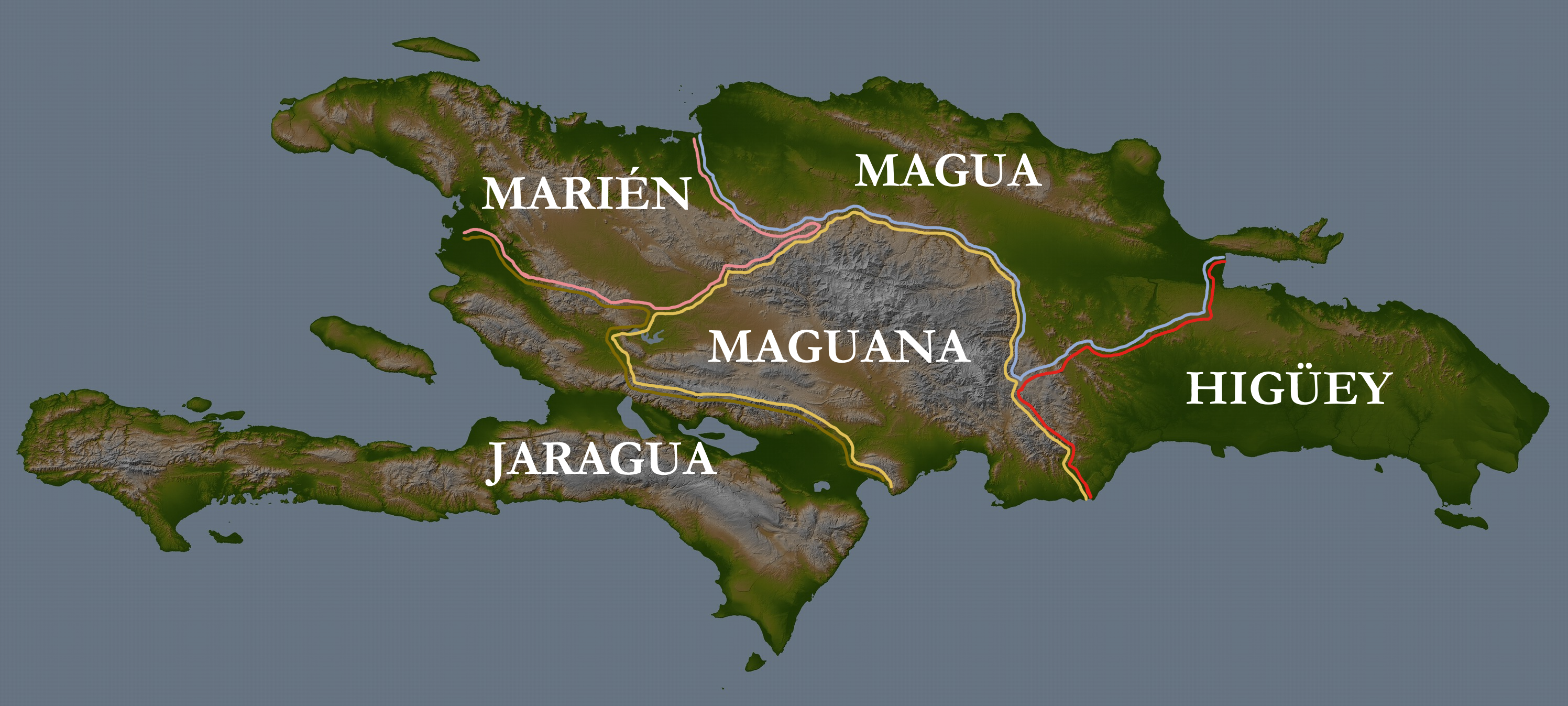
1492年，克里斯托弗·哥伦布到达伊斯帕尼奥拉岛时，岛上“卡西卡兹戈”（酋长国）的分布，根据航海日志和巴托洛梅·德拉斯·卡薩斯的《西印度毁灭述略》绘制。

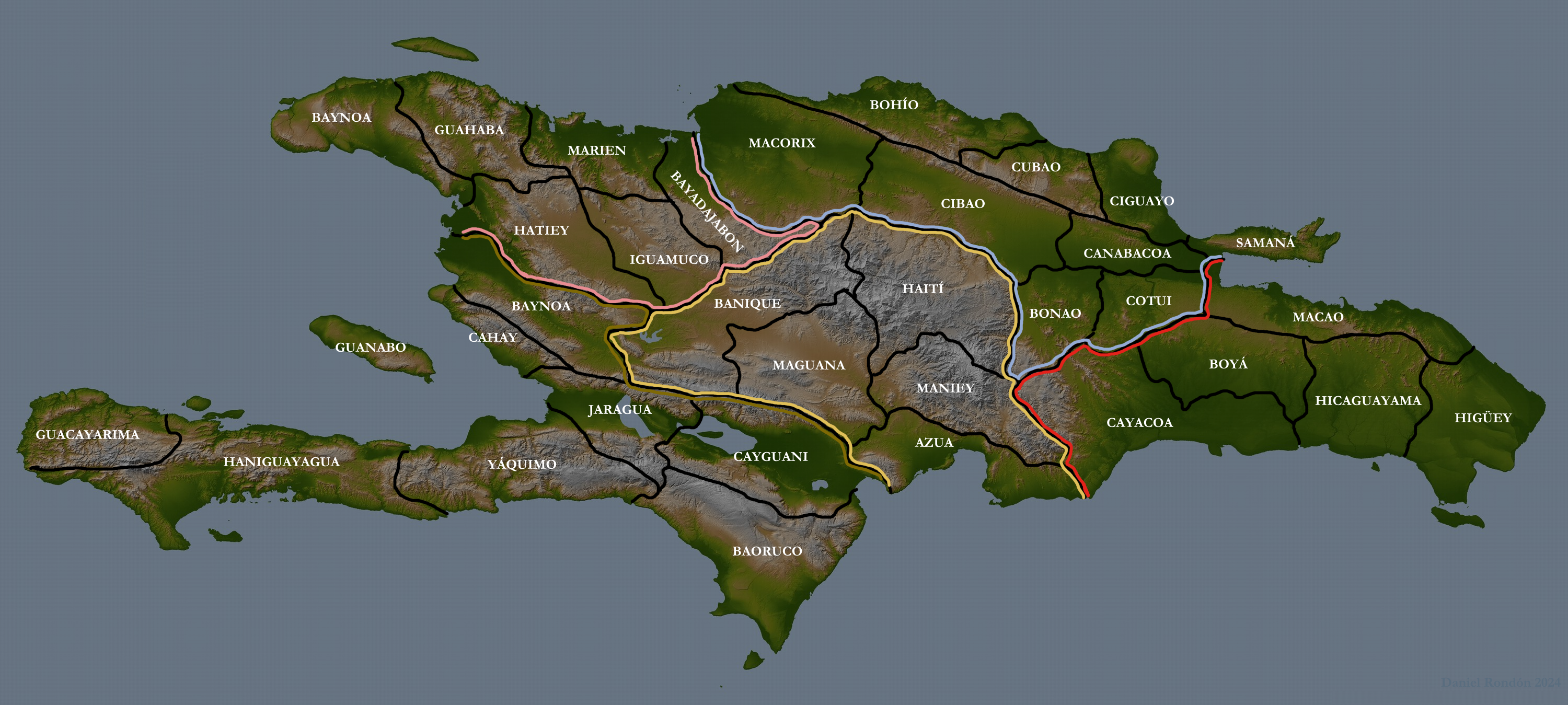
伊斯帕尼奥拉岛诸酋长国的细分区域

酋长国（西班牙語：cacicazgo），音译卡西卡兹戈，是史前时期伊斯帕尼奥拉岛（泰诺人称之为“基斯克亚”“巴贝克”或“博希奥”）上的泰诺人的主要政治单位。1492年，克里斯托弗·哥伦布率领的西班牙殖民者到来时，该岛被划分为5个酋长国，分别是：马里恩、马瓜、马瓜纳、哈拉瓜、伊圭；每个酋长国由一位“卡西克”（酋长）或最高酋长统治。在他之下还有一些分管村庄或地区的下级酋长以及泰诺人社会中的精英阶层——“尼塔伊诺”。
伊斯帕尼奥拉岛的泰诺人属于阿拉瓦克人，与大安的列斯群岛其他岛屿上的居民属同一支。在西班牙人到来之际，他们正在与敌对的本地民族加勒比人交战。1508年，伊斯帕尼奥拉岛上约有6万泰诺人；到1531年，由于传染病流行和殖民剥削，人口急剧下降。
每个酋长国的边界都很明确。岛上的原住民使用地理元素作为参照，例如主要河流、高山、著名的山谷和平原，从而界定各自的领地。
每个酋长国进一步划分为由“卡西克”的“助手”管理的“尼塔伊诺”分区。